# Bristol Bulldog
Бристоль Бульдог (англ. Bristol Bulldog, також англ. Bristol Type 105 Bulldog) — британський винищувач-біплан міжвоєнного періоду виробництва Bristol Aeroplane Company. Виготовлявся для Королівських ВПС, а також на експорт.

## Історія

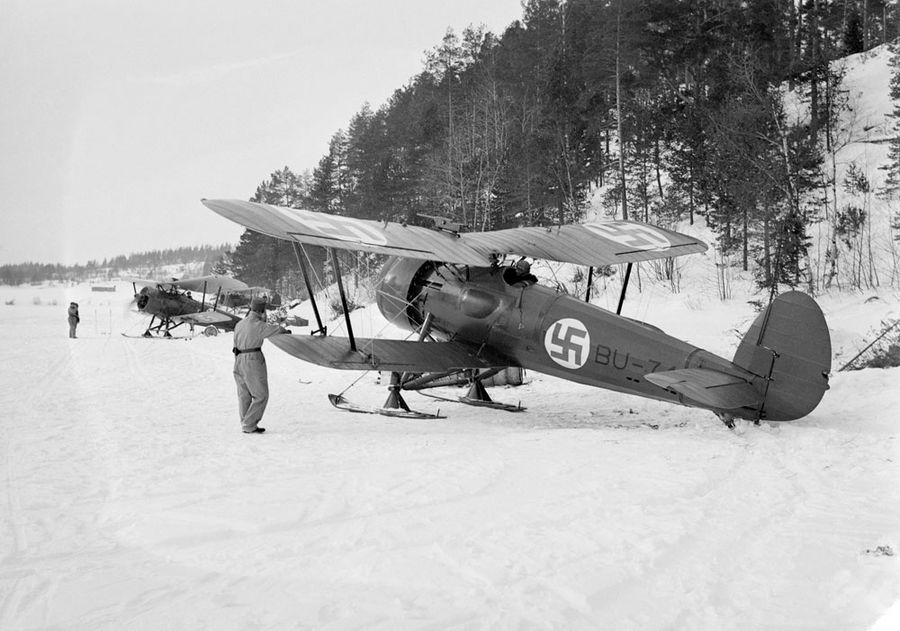
Фінський Bulldog Mk.IVA з лижним шасі на замерзлому озері в Карелії. 1937 рік

В середині 1920-х років на озброєнні більшості передових країн світу почали з'являтись нові бомбардувальники, які значно переважали винищувачі часів Першої світової війни в швидкісних характеристиках. Тому Міністерство авіації Великої Британії видало специфікацію F.9/26 на створення винищувача який мав б справлятись з бомбардувальниками рівня Fairey Fox. Це мав бути одномоторний одномісний винищувач з радіальним двигуном і двома кулеметами Vickers. В конкурсі взяло участь декілька фірм, але кращим проєктом вибрали «Тип 105» від компанії Bristol.
Перший прототип, який вже отримав військове позначення «Бульдог Mk.I» (англ. «Bulldog»), вперше піднявся в повітря 17 травня 1927 року. Пізніше цей літак оснастили більшими крилами для спроби встановити рекорди швидкопідйомності і висоти польоту, і загалом він використовувався тільки для тестувань. В серійне виробництво було вибрано другий прототип — «Бульдог Mk.II» з подовженим фюзеляжем і двигуном Bristol Jupiter VII. Це був півтораплан з металевим каркасом і тканинним покриттям, горизонтальні хвостові поверхні могли міняти нахил в польоті, а шасі отримали гумові амортизатори. Обладнання включало в себе кисневий балон і короткохвильовий радіопередавач.
Першою новими літаками було оснащено 3-ю ескадрилью в Упавон (Вілтшир) ще в червні 1929 року, а загалом «Бульдог» стояв на озброєнні 10 ескадрилей і використовувався аж до 1937 року. Окрім Королівських ВПС, «Бульдоги» стояли на озброєнні повітряних сил Австралії, Данії, Естонії, Фінляндії, Латвії, Таїланду і Швеції.
Декілька латвійських «Бульдогів» було передано інтенціональним бригадам які брали участь в громадянській війні в Іспанії на боці республіканців. Фінляндія свої 17 «Бульдог Mk.IVA» отримані в 1935 році використовувала ще під час Зимової війни в 1940 році.

## Основні модифікації
- Bulldog Mk.II — винищувач з двигуном Bristol Jupiter VII потужністю 440 к.с. (328 кВт.)
  - Bulldog Mk.IIA — основний серійний варіант. Оснащувався двигуном Bristol Jupiter VIIF потужністю 480 к.с. (365 кВт.), а також мав посилений фюзеляж для збільшення вантажопідіймальності і ширше розміщене шасі. Пізніші літаки також отримували гальма.[1]
- Bulldog Mk.IIIA — експериментальні літаки з двигуном Bristol Mercury IVS.2 потужністю 560 к.с. (418 кВт.). Побудовано два літаки.[3]
- Bulldog Mk.IVA — остання модифікація винищувача з посиленими елеронами і двигуном Bristol Mercury VIS.2 потужністю 640 к.с. (477 кВт.).[3]
- Bulldog TM — навчальна модифікація з доданим другим місцем, подвійними елементами керування і без озброєння. [3]

## Тактико-технічні характеристики (Mk.II)

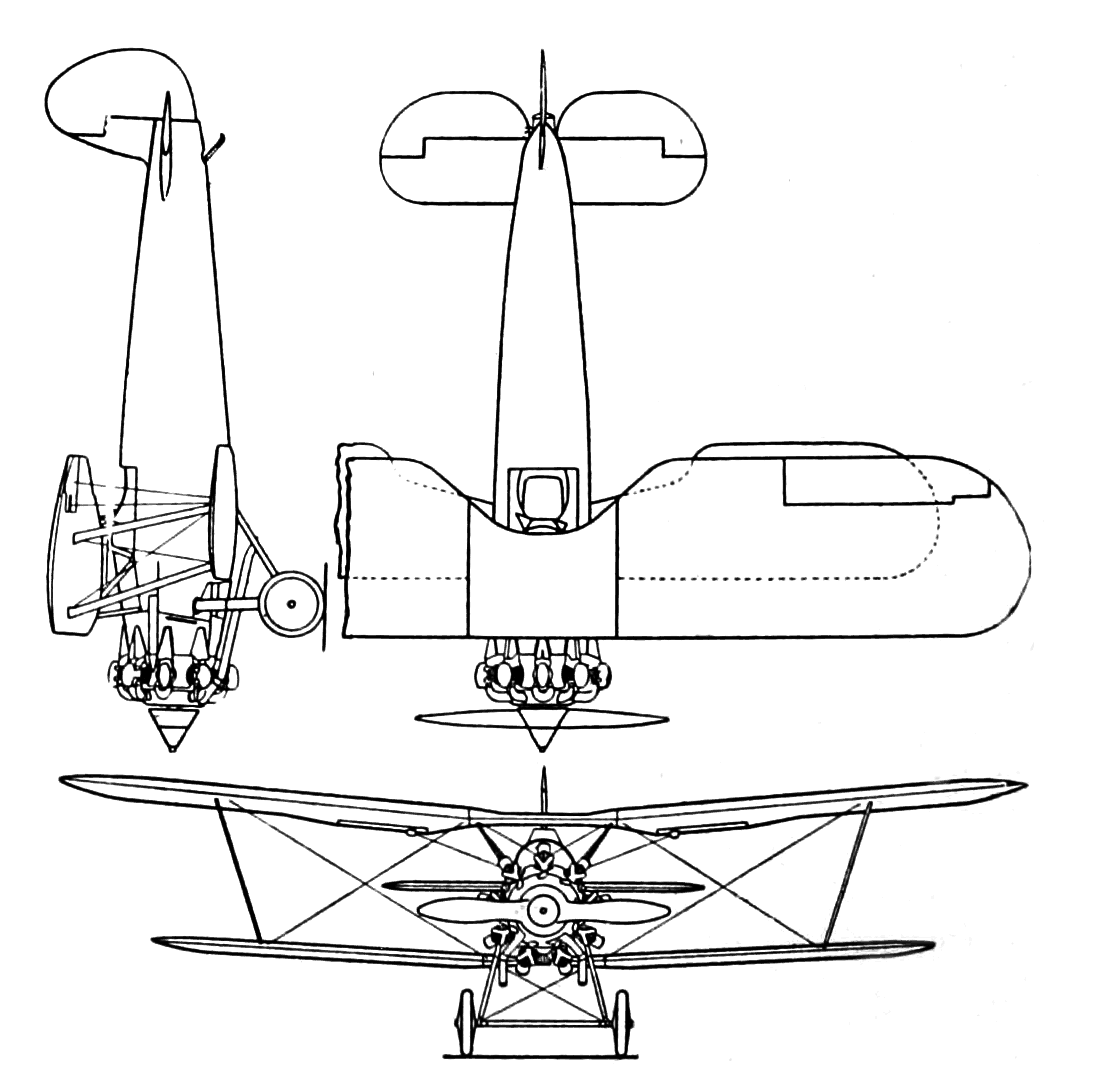

Дані з Consice Guide to British Aircraft of World War II

### Технічні характеристики
- Екіпаж: 1 особа
- Довжина: 7,62 м
- Висота: 3,0 м
- Розмах крила: 10,34 м
- Площа крила: 28,47 м ²
- Маса порожнього: 998 кг
- Максимальна злітна маса: 1583 кг
- Двигун: Bristol Jupiter VII
- Потужність: 440 к. с. (328 кВт.)

### Льотні характеристики
- Максимальна швидкість: 280 км/год (на висоті 3050 м.)
- Практична стеля: 8230 м

### Озброєння
- Кулеметне:
  - 2 × 7,7-мм кулемети Vickers в фюзеляжі
- Бомбове навантаження:
  - 4 ×  кг бомб